# 北朝鮮によるミサイル発射実験 (2022年)
2022年（主体111年）の北朝鮮によるミサイル発射実験（きたちょうせんによるミサイルはっしゃじっけん）では、朝鮮民主主義人民共和国（北朝鮮）が発射した弾道ミサイルや巡航ミサイル、ロケット弾などの飛翔体について記述する。

## 発射日時
以下、日時はUTC+9（日本標準時・韓国標準時・平壌時間）である。

### 1月
- 1月5日午前8時7分頃、内閣官房は、北朝鮮から弾道ミサイルと推定される飛翔体が発射されたと発表[2]。同日、日本の排他的経済水域（EEZ）外に落下したと推定されることを岸信夫防衛相が発表[3]。
- 1月11日午前7時27分頃、内陸部の慈江道（チャガンド）から日本海に向けて弾道ミサイルを発射した。ミサイルは日本の排他的経済水域（EEZ）外の海域に落下した模様[4][5]。また、朝鮮労働党機関紙「労働新聞」は、極超音速ミサイルの発射実験を行ったと報じ、金正恩総書記が視察したと明らかにした[6]。
- 1月14日午後2時30分頃、内閣官房と防衛省は、平安北道鉄道ミサイル連隊が日本海に向けて弾道ミサイル2発を発射し、日本の排他的経済水域（EEZ）外の海域に落下したと推定されると発表した[7][8][9]。
- 1月17日午前8時49分頃と午前8時52分頃に、日本海に向けて弾道ミサイル2発を発射し、日本の排他的経済水域（EEZ）外の海域に落下した[10][11]。
- 1月25日午前に巡航ミサイル2発を発射し、日本の排他的経済水域（EEZ）外の海域に落下した[12]。
- 1月27日午前に短距離弾道ミサイルとみられる飛翔体2発を東部の咸興付近から北東方向の日本海に向け発射し、日本の排他的経済水域（EEZ）外の海域に落下した[13]。
- 1月30日7時52分頃、北朝鮮内陸部から、弾道ミサイル一発を東方向に発射。ミサイルは日本の排他的経済水域外に落下したと推定される[14]。

### 2月
- 2月27日午前7時52分頃、1発の弾道ミサイルを日本海に向けて発射。高度は約620km、飛行距離は約300km[15]。北朝鮮東岸付近に落下した。朝鮮中央通信は28日、国家宇宙開発局と国防科学院が27日に「偵察衛星」用のカメラの撮影実験をしたと報じた。27日午前に発射した弾道ミサイルに装着したとみられる[16]。

### 3月

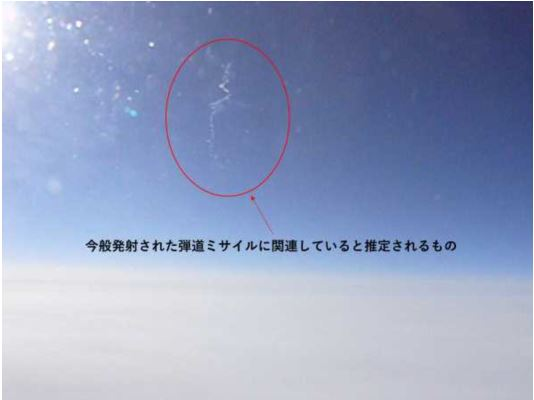
自衛隊が捉えたミサイルに関連していると推定されるもの（3月24日）

- 3月5日午前8時47分頃、飛翔体を東に向けて発射。最高高度は550キロ程度、飛翔距離は300キロ程度とされる[17][18]。
- 3月16日午前9時半頃、弾道ミサイルとみられる飛翔体を発射したが、発射直後に空中爆発したとされる[19]。
- 3月20日午前7時20時頃、黄海に向けてロケット砲とみられるものを4発発射した[20][21]。
- 3月24日午後2時33分頃、弾道ミサイルの可能性のあるものを北朝鮮西岸付近から発射[22]。およそ71分間飛行し、午後3時44分頃、北海道渡島半島の西約150キロの排他的経済水域（EEZ）内に落下したものとみられる[23]。朝鮮労働党機関紙「労働新聞」は、新型ICBM「火星17号」の発射実験に成功したことを報じた[24]。ICBM級の本格的な発射は2017年11月の「火星15型」以来[24]。

### 4月
- 4月16日韓国軍によれば16日午後6時頃、日本海に向けて飛翔体2発を発射[25]。翌17日に北朝鮮メディアが「新型戦術誘導兵器」の発射実験を行ったことを報じた[25]。この実験のみ弾道が未確認である。

### 5月
- 5月4日韓国軍合同参謀本部の発表によれば、4日午後0時3分頃に日本海に向けて弾道ミサイルの可能性がある飛翔体を発射[26][27]。最高高度は780キロ、飛距離は470キロだとしている[27]。
- 5月7日午後2時頃に弾道ミサイルの可能性がある飛翔体を発射[28][29]。韓国軍合同参謀本部によれば、発射されたのは潜水艦発射弾道ミサイルとされる[29]。
- 5月12日韓国軍合同参謀本部の発表によれば、12日午後6時29分[30]頃に日本海に向けて短距離弾道ミサイルを3発発射しており[31]、最高高度は約90キロ、飛行距離は約360キロとしている[31]。
- 5月25日日本の複数の政府関係者によると、25日午前6時3分までに弾道ミサイルが一発発射された模様[32]。午前6時37分と6時45分にも弾道ミサイルが一発づつ発射された模様[33]。韓国軍合同参謀本部も同内容の発表を行った[34]。

### 6月
- 6月5日韓国軍合同参謀本部の発表によれば、北朝鮮は5日午前9時過ぎから30分間にわたってミサイル8発をEEZ外へ発射[35]。
- 6月12日韓国軍合同参謀本部の発表によれば、12日午前8時7分から午前11時3分の間に多連装ロケット砲とみられる飛翔体を発射した[36][37]。

### 7月
- 7月10日に多連装ロケット砲を発射[38]。
- 7月11日に多連装ロケット砲を発射[39]。

### 8月
- 8月17日韓国軍関係者の話によれば、17日に2発の巡航ミサイルを温泉（オンチョン）から発射した[40][41]。これを受け8月30日に在韓米軍が不測の事態に備えて「斬首作戦」を公開[42]。

### 9月
- 9月25日 防衛省によると、北朝鮮から弾道ミサイル一発が発射された[43][44]。午前6時52分頃に発射され、最高高度は約50キロで変則軌道による飛翔の可能性があるとしている[45]。翌日の9月26日に弾道ミサイルは、約650キロ飛行したという分析結果を浜田防衛相が明かした[46]。
- 9月28日 午後6時13分までに、日本の海上保安庁は防衛省から北朝鮮の弾道ミサイルの発射について連絡を受けた。午後6時26分までには飛翔体は落下したと見られている[47]。韓国軍の合同参謀本部も、二発の発射があったことを認めた[48]。一発目は北朝鮮西岸付近から東方向に向けて発射し、最高高度50km程度で、およそ350km程度飛行し、二発目は北朝鮮西岸付近から東方向に向けて発射し、最高高度およそ50km程度でおよそ300km程度飛行したと推定され、いずれも日本のEEZ（排他的経済水域）の外側に落下したとされる[49]。
- 9月29日 時事通信社が9月29日に配信した記事によれば、韓国軍は北朝鮮が日本海に向かって弾道ミサイルを発射したと明かした。防衛省の発表によれば弾道ミサイルの可能性があるものを発射したとしており、政府関係者の話として短距離弾道ミサイルを2発発射したという見方を伝えている[50]。弾道ミサイルの年間発射数は、史上最多[51]となった。

### 10月
- 10月1日 午前6時台に、北朝鮮が2発の弾道ミサイルを発射したことを日本の防衛省が発表した[52]。飛翔距離は1発目が約400キロメートルで2発目が約350キロメートルとしており、最高高度はどちらも約50キロメートルだとしている[52]。

- 10月4日 官邸危機管理センターによると、7時22分頃に北朝鮮が弾道ミサイルを発射[53]。Jアラートが発令された。ミサイルは日本の上空を飛翔し、太平洋上の排他的経済水域外へ落下した[54]。松野博一官房長官によると、飛翔距離は約4600キロメートルとしており、最高高度は約1000キロメートルだとしている[55]。浜田靖一防衛相は、今回の飛翔距離が過去最長であることを明らかにした[56]。この影響により北海道新幹線は一時運転を見合わせるなど交通への影響があった[57]。

- 10月6日 北朝鮮が2発の弾道ミサイルを発射した[58]。浜田防衛相によれば、午前6時頃に発射されたものの最高高度が約100キロメートル、飛翔距離が約350キロメートルで、午前6時15分頃に発射されたものの最高高度が約50キロメートル、飛翔距離が800キロメートルだという[58]。

- 10月9日 午前1時48分ごろから58分ごろに、北朝鮮が2発の弾道ミサイルを発射した。防衛省によると、2発はいずれも最高高度が100キロメートル、飛翔距離が約350キロメートルで、排他的経済水域外の日本海上に落下したとみられる[59]。

- 10月12日 聯合ニュースが10月13日に配信した記事によれば、黄海に向けて2発の巡航ミサイルを発射。韓国軍は発射を探知していたが、国連の制裁決議に違反した弾道ミサイルではないため、すぐに発表しなかったのではないかとしている[60]。

- 10月14日 北朝鮮が弾道ミサイルを発射[61]。ロケット砲も発射[62]。

- 10月18日 北朝鮮が22時ごろから黄海に向けて砲撃。23時頃からは日本海に向けて砲撃[63]。

- 10月23日 まず北朝鮮軍が海上の境界線を越境したため韓国軍が警告射撃。すると、韓国軍への対抗措置として北朝鮮はロケット砲10発を発射[64]。

- 10月28日 午前11時59分頃から午後0時18分にかけて、北朝鮮が短距離弾道ミサイルを東部の江原道通川付近から日本海に向けて2発発射した[65]。飛行距離は約230キロメートル、高度は約24キロメートル[66]。

### 11月
- 11月2日 午前7時51分頃、北朝鮮が弾道ミサイルを3発発射し、このうち1発が韓国側との境界の北方限界線を超えたため、ミサイルの飛んだ方向にある鬱陵島で空襲警報が発令された[67][68]。これとは別に様々な種類のミサイルを計10発以上発射した[69]。日本外務省が抗議した直後の午後4時34分頃、再度北朝鮮が弾道ミサイルを発射した[70]。この日北朝鮮は、合計23発ものミサイルを発射した[71]。

- 11月3日 午前7時39分頃、北朝鮮が弾道ミサイルを発射[72]。官邸危機管理センターによると、発射されたミサイルは午前7時48分頃に宮城県、山形県、新潟県の上空を通過した[73]。飛行距離は760キロメートル、高度は1920キロメートルで、朝鮮半島東側の日本海に落下した。ミサイルの種類はICBMで発射失敗したとの見方が出ている[74]。午前8時39分頃、官房長官の会見が始まると再度発射[75]。午前8時48分頃には3度目を発射した[76]。2発目、3発目はいずれも短距離弾道ミサイルと分析され、北朝鮮内陸側から発射したとされる。最高高度は50キロメートル程度、飛距離は350キロメートル、朝鮮半島東岸付近に落下した[74]。発射されたと報じた当初は、太平洋を通過する可能性があるとしてJ-アラートを発令(対象地域は山形県、宮城県、新潟県)したが、日本海の海上で何らかの理由でミサイルがレーダーから消失した(つまり太平洋を通過しなかった。)として、政府からの発表が一部修正された[77]。韓国軍合同参謀本部の発表によれば、同日午後にも弾道ミサイルとみられるものを発射した[78]。午後9時35分から同49分頃までの間にも短距離弾道ミサイル3発を南西部の黄海北道の谷山一帯から日本海に向けて発射[79]。飛行距離約490キロメートル、高度約130キロメートルと推定される[80]。この日は1日に4度の発射を行った。また、午後11時28分頃から南東部の江原道の金剛付近から日本海上の南北の緩衝区域に向けて、80発あまりの砲撃も行われた[80]。

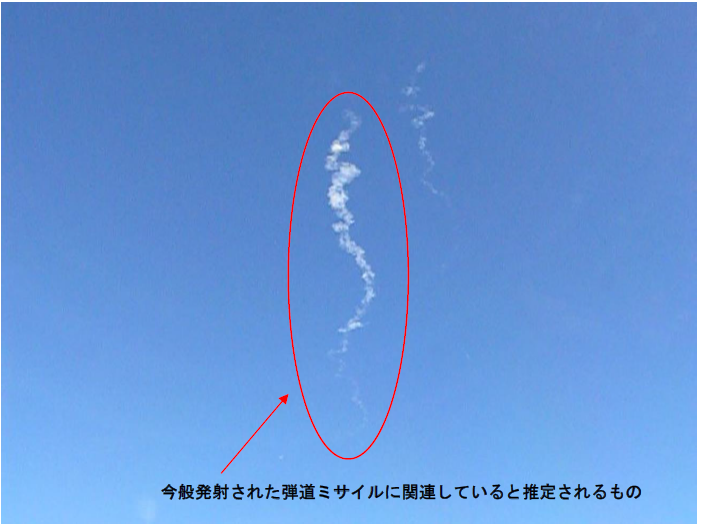
自衛隊が捉えたミサイルに関連していると推定されるもの（11月18日）

- 11月5日 北朝鮮が5日午前11時32分頃から59分頃にかけて北西部の平安北道東林付近から朝鮮半島西側の黄海に向けて、短距離弾道ミサイル4発を発射したと韓国軍の合同参謀本部が発表した。飛行距離はおよそ130キロ、高度はおよそ20キロと推定される。[81]。

- 11月9日 浜田防衛相によれば、午後3時31分頃に東に向けて1発の弾道ミサイルを発射。高度は50キロメートル以下で約250キロ[82]飛翔したとされる[83]。

- 11月17日 韓国軍の合同参謀本部によると、北朝鮮が午前10時48分頃北朝鮮東部の元山付近から日本海に向けて弾道ミサイル1発を発射したと発表した。飛行距離がおよそ240キロ、高度はおよそ47キロで、日本のEEZ（排他的経済水域）の外側に落下したとされる[84]。

- 11月18日 北朝鮮が午前10時14分頃平壌付近からICBM級弾道ミサイルを一発発射した[85]。飛翔距離は1,000km、最高高度は約6,000km程度と推定されており、午前11時23分頃北海道の渡島大島の西方約200kmの日本海のEEZ内に落下した[86]。

### 12月
- 12月5日 北朝鮮がロケット砲130発を発射[87]。
- 12月6日 北朝鮮がロケット砲100発を発射。
- 12月18日 防衛省によれば、北朝鮮が午前11時11分と午前11時52分頃にそれぞれ1発ずつ弾道ミサイルを発射、両方とも日本のEEZ外に落下したとされる[88]。
- 12月23日 - 北朝鮮が弾道ミサイルを発射[89]。韓国軍によれば午後4時30分頃に順安付近から日本海へ向け2発発射され、飛行距離はそれぞれ、およそ250キロとおよそ350キロで、日本のEEZ（排他的経済水域）の外側に落下したとされる。さらに韓国軍は、変則的な軌道で飛行した可能性があるとしている[90][91]。
- 12月31日 - 北朝鮮は午前8時1分ごろから8時15分ごろにかけ、首都ピョンヤン近郊から弾道ミサイルを3度発射した。いずれも最高高度は100キロ程度、飛行距離はおよそ350キロと推定され、日本のEEZ（排他的経済水域）の外側に落下したとされる[92]。